# Juan José Chaparro Stivanello
Juan José Chaparro Stivanello CMF (* 22. Juli 1953 in Colonia Freitas, Provinz Entre Ríos, Argentinien) ist ein argentinischer Ordensgeistlicher und römisch-katholischer Bischof von Merlo-Moreno.

## Leben
Juan José Chaparro Stivanello trat der Ordensgemeinschaft der Claretiner bei. Am 1. März 1975 legte er die zeitliche Profess ab und am 12. Februar 1979 die ewige Profess. Er wurde am 6. Oktober 1979 zum Diakon geweiht. Chaparro Stivanello empfing am 12. April 1980 das Sakrament der Priesterweihe.
Von 1979 bis 1981 war er Begleiter der Postulanten und Novizen seiner Gemeinschaft. 1983 erwarb er nach weiteren Studien an der Päpstlichen Universität Gregoriana das Lizenziat in Dogmatik. Neben verschiedenen Leitungsaufgaben und Tätigkeiten in der Ausbildung des Ordensnachwuchses wurde er 1996 und 1999 sowie erneut 2012 zum Provinzial der Ordensprovinz der Claretiner für Argentinien und Uruguay gewählt.
Am 9. Juli 2013 ernannte ihn Papst Franziskus zum Bischof von San Carlos de Bariloche. Sein Amtsvorgänger und Bischof von Merlo-Moreno, Fernando Carlos Maletti, spendete ihm am 28. September desselben Jahres in der Kathedrale Nuestra Señora del Nahuel Huapi in Bariloche die Bischofsweihe; Mitkonsekratoren waren der Bischof von Avellaneda-Lanús, Rubén Oscar Frassia, und der Erzbischof von Bahía Blanca, Guillermo Garlatti.
Am 20. Oktober 2022 ernannte ihn Papst Franziskus zum Bischof von Merlo-Moreno. Die Amtseinführung fand am 12. Dezember desselben Jahres statt.